# Filzweiher
Der Filzweiher oder Filzsee bezeichnet einen als Naturdenkmal geschützten Kleinsee bei Tutzing in Oberbayern.
Der Weiher besitzt einen Sphagnum-Schwingrasen. Er ist komplett von Wald umgeben und nur über einen Pfad zu erreichen. Zum Schutz des empfindlichen Schwingrasens gilt ein Betretungsverbot.